# Мерцедес-Бенц Е-класа
Мерцедес-Бенц Е-класе је аутомобил више средње класе, који производи немачко предузеће Мерцедес-Бенц. Израда ове класе је започела 1993. године, а данас се осим Немачке, израђује и у Кини, Мексику и Египту. Од 1995. до 2002. године се производила друга генерација, од 2003. до 2009. трећа генерација, а четврта од 2009. године.

## Претходници

### W120 (1953)
Први модеран Мерцедес средње класе је био W120 180 који се производио од 1953. до 1962. На техничком нивоу је био сличан са R121 190 SL из 1955. W120 "Понтон" (како му је био надимак) је био седан са четвороцилиндричним мотором. W121 190 са OHC мотором представљен је 1956.

### W110 (1961)
Мерцедед је 1961. представио наслединка, W110. 1965. је представљена 230 верзија, која је имала редни шестоцилиндрични мотор који је тада први пут представљен.

### W114, W115
Средња класа је редизајнирана 1968. године под називом W114/W115 "Stroke-8". Овог пута је мотор са 6 цилиндара био најзаступљенији (W114) док су постојали и модели са четвороцилиндричним и петоцилиндричним моторима (W115).

## Модели

### Претходници Е-класе
- Мерцедес-Бенц W120 Понтон
- W110 Fintail
- W114/W115 Stroke 8
- Мерцедес-Бенц W123

### Не производе се
- Мерцедес-Бенц W124
- Мерцедес-Бенц E420
- Мерцедес-Бенц E500
- Мерцедес-Бенц W210
- Мерцедес-Бенц W211
- Мерцедес-Бенц W219

### Садашњи модели
- Мерцедес-Бенц W212